# John Anderson (giocatore di football americano)
Roger John Anderson (Waukesha, 14 febbraio 1956) è un ex giocatore di football americano statunitense che ha giocato nel ruolo di linebacker per tutta la carriera con i Green Bay Packers della National Football League (NFL). Fu scelto nel corso del primo giro (26º assoluto) del Draft NFL 1978 dai Packers. Al college giocò a football all'Università del Michigan.

## Carriera
Anderson fu una delle due scelte del primo giro dei Green Bay Packers del Draft 1978 assieme a James Lofton. Con essi passò tutti i dodici anni di carriera e al momento del ritiro era il loro leader di tutti i tempi per tackle (1.020) e intercetti da parte di un linebacker (25 alla pari con Ray Nitschke). Fu inserito nella formazione ideale della NFL degli anni 1980 dai giurati della Pro Football Hall of Fame e introdotto nella Green Bay Packers Hall of Fame nel 1996.

## Palmarès
- PFWA All-Rookie Team - 1978
- Green Bay Packers Hall of Fame
- Formazione ideale della NFL degli anni 1980